# Оливкова олія
Оли́вкова (масл́инова) олі́я, або олива — рослинна олія, що виготовляється з плодів європейської маслини (лат. Olea europaea). Назва маслини, власне, і означає «масна», а оливи та оливок — «ті, що містять олію», «олійні». За жирнокислотним складом оливкова олія є сумішшю тригліцеридів жирних кислот з дуже високим вмістом ефірів олеїнової кислоти.
Смакові якості маслинової олії погіршуються з часом, тому рекомендується вживати весь запас продукту впродовж року. Олію рекомендують зберігати в сухому, прохолодному (але не холодному), темному місці, подалі від різних запахів кухні, оскільки олія їх легко вбирає.
Найбільшими експортерами в ЄС оливкової олії є Іспанія (296 645 т), Італія (173 312 т) та Греція (109 586 т). Всього ж у світі за врожай 2007—2008 року вироблено 2 664 000 т оливкової олії. При цьому найбільші споживачі оливкової олії у світі: Європа загалом споживає 849 366 т, Японія — 30 253 т, Австралія — 28 762 т та США — 24 844 т.

## Культивація
Більшість дослідників вважає, що маслина була одомашнена в долинах річок Йордан та Оронт, або ж у Фінікії. Сьогодні у світі вирощують більш ніж 750 мільйонів маслинових дерев, 95 % з яких знаходяться в районі Середземномор'я. Велика частина світової продукції надходить з країн Південної Європи, Північної Африки і Близького Сходу. 93 % європейської продукції надходить з Іспанії, Італії та Греції.

## Використання
Маслинова олія має широке застосування в кулінарії, косметології, фармакології, виготовленні мила. У стародавні часи і середні віки традиційно використовувалася для освітлення приміщень. У християнських традиціях маслинова олія (єлей) використовувалася в обрядах богослужіння. Застосовується у медицині як розчинник ін'єкційних препаратів, у складі мазевих основ та косметичних засобів, які мають пом'якшувальні, ранозагоювальні властивості. Підвищує еластичність шкіри, сприяє усуненню розтяжок. Замінниками є мигдалева та персикова олії. Оливкова олія — цінний дієтичний продукт, завдяки високому вмісту мононенасичених жирних кислот і поліфенолів. Широко використовується, зокрема, у середземноморській кухні, особливо в італійській.

## Класифікація
Найкращою може вважатися маслинова олія екстра-класу (на її етикетці вказано італ. Olio d'oliva l'extravergine або англ. Extra virgin olive oil). Кислотність цієї маслиновій олії зазвичай не перевищує 1 %, а вважається, що чим нижча кислотність олії, тим вища її якість. Ще ціннішою вважається маслинова олія «холодного віджиму» (англ. first cold press), хоча це поняття досить умовне — олія дещо нагрівається і при «холодному пресуванні».

### Комерційні сорти
Оливкова олія класифікується на наступні сорти:
- Натуральна (англ. virgin) — означає, що олія отримана з використанням тільки фізичних методів без хімічного очищення. Термін англ. virgin oil, що стосується виробництва олії, розрізняють від назви сорту Virgin Oil на етикетках пляшок у роздрібній торгівлі (див. наступний підрозділ).
- Очищена (рафінування, від англ. Refined) — означає, що олію очищено із застосуванням фізико-хімічних процесів для усунення сильного смаку (який вважається дефектом) і вмісту кислот (вільні жирні кислоти). У загальному випадку очищена олія вважається нижчою за якістю, ніж натуральна; роздрібні сорти extra-virgin olive oil і virgin olive oil не повинні містити домішок очищеної олії.
- Жмихова (англ. pomace olive oil) — означає, олія отримана шляхом тиску із використанням хімічних розчинників, зазвичай гексану, і під впливом нагрівання.

Кількісний аналіз виявляє кислотність олії, яка визначається у вагових відсотках вмісту органічних кислот. Це ознака хімічної деградації олії; коли олія розкладається, її кислотність підвищується. Інший метод вимірювання хімічної деградації олії полягає у визначенні рівня вмісту органічних пероксидів, чим визначається ступінь оксидації олії. При сортуванні олії за смаком її якість визначає група професійних дегустаторів. Отриманий результат називається також органолептичною оцінкою.

### Сорти у країнах, які дотримуються IOOC
У країнах, які дотримуються стандартів IOOC етикетки в магазинах вказують сорт олії.
- Extra-virgin olive oil виготовляється тільки з натуральної олії, має кислотність не більшу 0,8 %, смак визначається як прекрасний.
- Virgin olive oil виготовляється тільки з натуральної олії, має кислотність не більшу 2 %, смак визначається як хороший.
- Pure olive oil. Олії, що мають позначення Pure olive oil або Olive oil зазвичай є сумішшю очищеної і натуральної олії.
- Olive oil — суміш натуральної і очищеної олії, кислотність не більша 1,5 %. Як правило, не має сильного запаху.
- Olive-pomace oil — очищена жмихова олія, іноді змішана з натуральною. Цілком підходить для їжі, проте її не можна назвати власне маслиновою олією. Частіше її використовують у ресторанах для приготування випічки.
- Lampante oil (лампова олія) — оливкова олія, не призначена для вживання в їжу. Застосовується для промислових потреб.

## Користь маслинової олії
1. Знижує рівень шкідливого холестерину.
2. Прекрасно засвоюється та не обтяжує травну систему.
3. Перешкоджає утворенню тромбів.
4. Допомагає нормалізувати тиск.
5. Сприяє гострому зору та гарній координації.
6. Вживання маслинової олії допомагає знизити ризики виникнення раку.
7. Сприяє обміну речовин.
8. Допомагає уникнути запорів.
9. Дбає про здоров'я кісток та хрящів.

Оливкову олію вважають дуже здоровим продуктом, проте її критикують за те, що вона має високе співвідношення омега-6 до омега-3 (понад 10:1). На відміну від оливкової — рижієва та лляна олія наприклад мають набагато менший вміст омега-6 щодо омеги-3 (1:3).

## Цікаві факти
- Найдорожча у світі маслинова олія, а також перша у світі олія класу «люкс» — «Lambda», яка виготовляється в грецькому селі Крица на острові Крит[11]. Вартість пляшки такої олії від виробника становить $182[12].